# Neuer Russe
Der Begriff Neue Russen (russisch новый русский — nowy russki) steht für ein am Ende der Perestroika entstandenes Stereotyp, das für die Bezeichnung einer neuen sozialen Klasse in Russland verwendet wird.

Allgemein versteht man unter „Neuen Russen“ die erfolgreichen Geschäftsleute oder die gut verdienenden Mitarbeiter eines großen Unternehmens. In Russland erschien der Ausdruck „Neuer Russe“ zum ersten Mal im Jahre 1992 in einem Artikel der russischen Zeitung Kommersant (russisch Коммерсантъ). Die erste Verwendung dieses Ausdrucks wurde aber schon zwei Jahre früher in der englischen Form „New Russian“ im gleichnamigen Buch des US-amerikanischen Journalisten Hedrick Smith verwendet. Später wurde die Phrase ins Russische wörtlich übersetzt.
Im Französischen ist dies ein Wortspiel mit dem Ausdruck „nouveau riche“ (der Neureiche).